# Blies-Guersviller
Blies-Guersviller é uma comuna francesa na região administrativa de Grande Leste, no departamento de Mosela. Estende-se por uma área de 3,6 km². Em 2010 a comuna tinha 660 habitantes (densidade: 183,3 hab./km²).